# Alba María Cabello
Alba María Cabello Rodilla (* 30. April 1986 in Madrid) ist eine ehemalige spanische Synchronschwimmerin.

## Erfolge
Alba María Cabello gewann 2006 bei den Europameisterschaften in Budapest ihre ersten internationalen Medaillen, als sie in der Mannschaftskonkurrenz und auch der Kombination den zweiten Platz belegte. 2007 folgte in Melbourne bei den Weltmeisterschaften im technischen Programm des Mannschaftswettbewerbs der Gewinn von Bronze. Sehr erfolgreich verliefen die Europameisterschaften 2008 in Eindhoven für Cabello: sowohl in der Kombination als auch im Mannschaftswettbewerb sicherte sie sich den Titelgewinn. Bei den Olympischen Spielen 2008 in Peking trat sie im Mannschaftswettbewerb an. Im technischen und im freien Programm des Wettkampfs erzielten die Spanierinnen das zweitbeste Resultat hinter den späteren Olympiasiegerinnen aus Russland. Vor der drittplatzierten chinesischen Mannschaft gewann Cabello somit gemeinsam mit Andrea Fuentes, Raquel Corral, Thaïs Henríquez, Laura López, Gemma Mengual, Irina Rodríguez und Paola Tirados die Silbermedaille.
Bei den Weltmeisterschaften 2009 in Rom gewann Cabello die Goldmedaille in der Kombination. Ein Jahr darauf sicherte sie sich bei den Europameisterschaften in Budapest mit der Mannschaft und in der Kombination jeweils die Silbermedaille. Zwei Medaillengewinne folgten im Rahmen der Weltmeisterschaften 2011 in Shanghai. In den technischen und freien Programmen mit der Mannschaft belegte sie jeweils den dritten Platz. Bei den Europameisterschaften 2012 in Eindhoven wurde Cabello wie schon 2008 mit der Mannschaft und in der Kombination Europameisterin. Im selben Jahr erfolgte in London Cabellos zweite Olympiateilnahme, bei der sie erneut in der Mannschaftskonkurrenz startete. Dort erzielte sie zusammen mit Clara Basiana, Andrea Fuentes, Ona Carbonell, Margalida Crespí, Thaïs Henríquez, Paula Klamburg, Irene Montrucchio und Laia Pons sowohl in der technischen Übung als auch in der Kür jeweils das drittbeste Resultat, womit die Spanierinnen auch die Gesamtwertung mit 193,120 Punkten als Dritte abschlossen und hinter den Olympiasiegerinnen aus Russland sowie der chinesischen Equipe die Bronzemedaillen gewannen. Die Weltmeisterschaften 2013 in Barcelona schloss Cabello in der Kombination und im technischen und im freien Programm des Mannschaftswettbewerbs jeweils auf dem zweiten Platz ab. Bei den Europameisterschaften 2014 in Berlin belegte sie mit der Mannschaft und bei den Europameisterschaften 2016 in London in der Kombination die dritten Plätze. Letztere waren Cabellos letzter internationaler Wettkampf.